# Williams Glacier (glaciär i Antarktis, lat -68,40, long 149,59)
Williams Glacier är en glaciär i Antarktis. Den ligger i Östantarktis. Australien gör anspråk på området. Williams Glacier ligger 2 meter över havet.
Terrängen runt Williams Glacier är platt åt nordost, men åt sydväst är den kuperad. Trakten är obefolkad. Det finns inga samhällen i närheten.